# Nielsen Broadcast Data Systems
Nielsen Broadcast Data Systems, mer känd under förkortningen BDS, är en service som följer upp låtspelningar från radio, TV och internet. Servicen, som är ett dotterbolag till ACNielsen, utgör grunden för Billboard i USA. I Kanada förser BDS information till landets radiolista och singellistan Canadian Hot 100 som publiceras av Jam!.